# Station Haparanda
Haparanda is een spoorwegstation in Haparanda op 11 meter boven de zeespiegel. Het station is een rijksmonument.

## Geschiedenis
De Haparandalijn werd in 1915 geopend met een tijdelijk stationsgebouw en een houten goederenloods. Voordat de brug in 1919 gereed was werden reizigers en goederen per boot of paardenslee naar de overkant vervoerd van/naar station Haparanda Haven. Het stenen stationsgebouw werd gebouwd in 1917 en 1918 naar een ontwerp van Folke Zetterval. Op 16 april 1917 stak Lenin hier de grens met Finland, dat destijds onderdeel van Rusland was, over.
Het station werd groots opgezet omdat er hoge verwachtingen waren van het belang voor handel en vervoer over de grens naar Finland. Het gebouw staat op de spoordijk tussen de sporen en heeft ruimtes voor de grensformaliteiten aan de westkant en een seinhuis aan de oostkant. De stationshal ligt op straatniveau in de kelder van het gebouw en is vanaf het stationsplein toegankelijk via een doorgang onder de sporen aan de noordkant. Het station werd in december 1918 officieel in gebruik genomen. Tijdens de Eerste Wereldoorlog was dit de enige open spoorverbinding tussen West-Europa en Rusland, en er was het soms een drukte van belang.
Het stationspersoneel was relatief bescheiden in omvang en bestond in 1948 uit een stationschef, een hoofdklerk, drie klerken, twee railbusbestuurders, een verkeersassistent en 16  stationsbedienden. De reizigersdiensten op het station werden in 1992 stopgezet, tegen het einde stopten de rijtuigen langs een perron aan de zuidkant van het spoorwegemplacement en niet op het station. In 2012 werd een nieuwe spoorlijn van Haparanda naar Kalix voltooid en werd het oudere baanvak Karungi-Haparanda gesloten. Op 1 april 2021 zijn de reizigersdiensten tussen Boden en Haparanda hervat. Ten zuiden van het stationsgebouw is een nieuw perron gebouwd.

## Spoorverkeer
Het goederenemplacement heeft als belangrijkste activiteit de overslag tussen goederenwagons. Vanwege verschillende spoorwijdtes kunnen Zweedse treinen niet rijden in Finland en vice versa. Dit komt omdat het Zweedse spoorwegnet normaalspoor kent en deel uitmaakt van het continentale spoorwegnet van Europa en verbonden is met onder andere Duitsland, Frankrijk en Italië. Het Finse spoorwegnet daarentegen kent breedspoor en is verbonden met Rusland, voormalige Sovjetstaten en Mongolië. De noordkant van het spoorwegemplacement (ten noorden van het gebouw) heeft Russisch spoor en de zuidkant heeft continentale spoorbreedte.
Het is de bedoeling om Finse elektrische treinen naar de Zweedse kant te laten rijden. Dit wordt in een aantal stappen gerealiseerd. De Zweedse spoorbeheerder is in 2022 begonnen met de aanbesteding van een nieuw perron dat volgens de standaard van 2022 zal worden gebouwd. De Finse tegenhanger Väylä neemt de elektrificatie voor haar rekening en de stad Haparanda, eigenaar van het station, zal verantwoordelijk zijn voor de aanpassing van het gebouw. De start van de werkzaamheden staat gepland voor 2024.

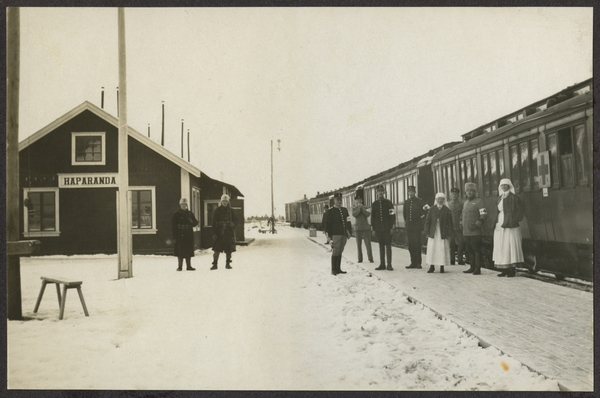
Het houten stationsgebouw.
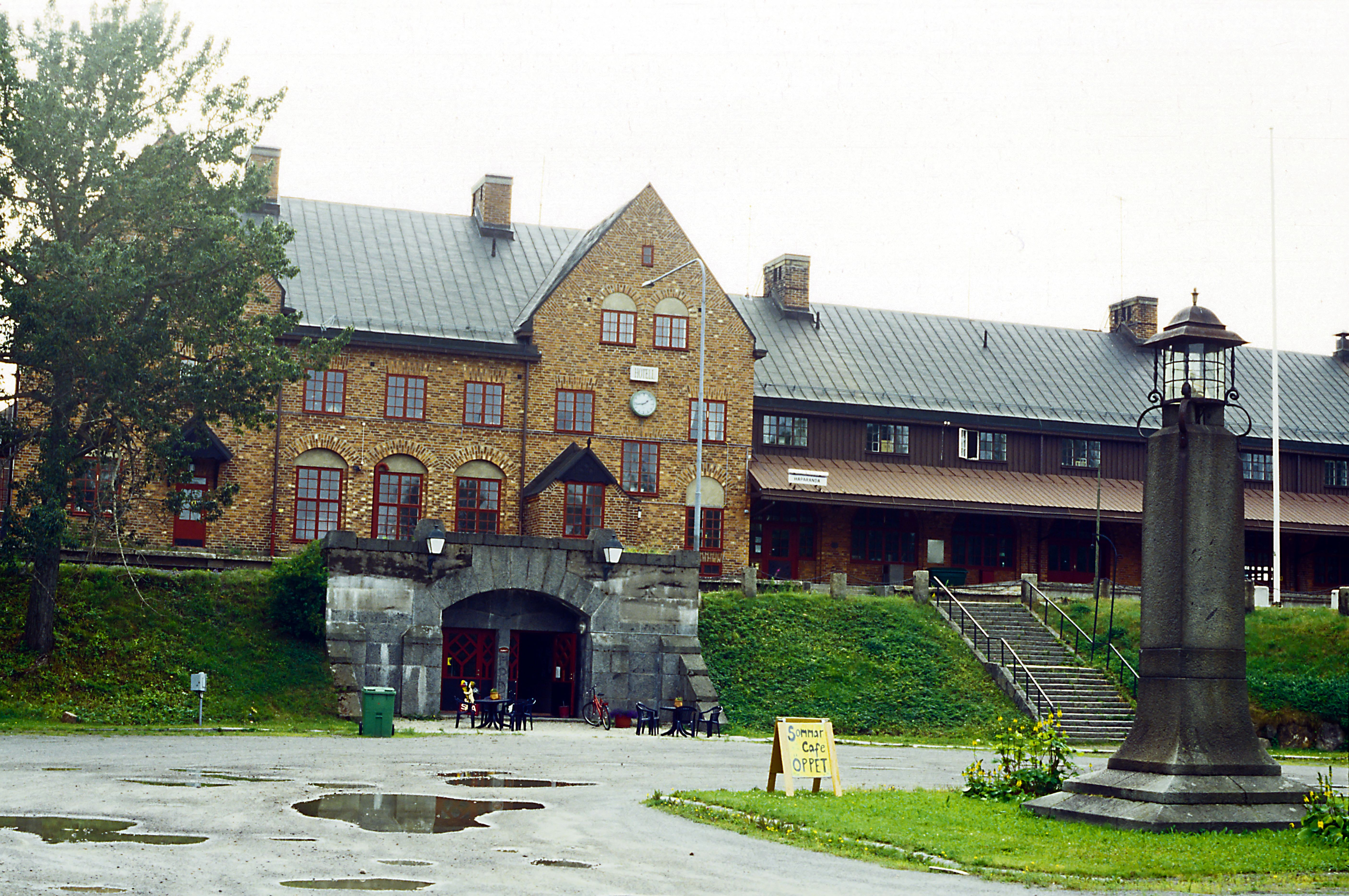
Het stationsplein.
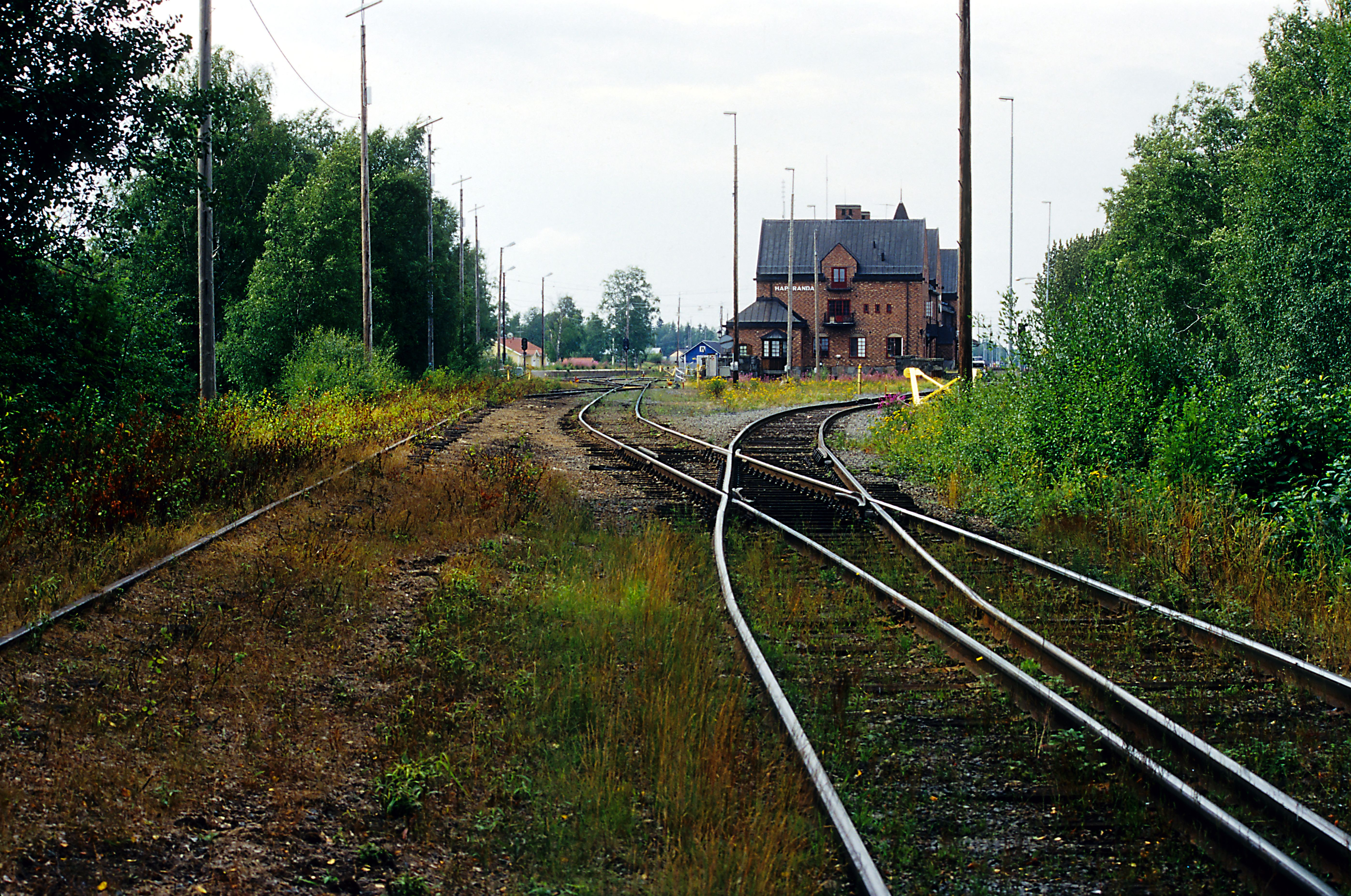
Het strengelspoor op de brug splitst ten oosten van het station.